# Избаскан
Избаскан (узб. Izboskan / Избоскан; ранее Избаскент) — посёлок городского типа, расположенный на территории Пахтаабадского района Андижанской области Республики Узбекистан.

Статус посёлка городского типа с 2009 года.

## Достопримечательности
- Мечеть Ота-Кузи Ходжа